# پیرپائولو ده نگری
پیرپائولو ده نگری (ایتالیایی: Pierpaolo De Negri؛ زادهٔ ۵ ژوئن ۱۹۸۶) دوچرخه‌سوار اهل ایتالیا است.

## باشگاهی
از باشگاه‌هایی که در آن رکاب زده‌است می‌توان به ویلیر تریستینا–سله ایتالیا و نیپو–وینی فانتینی اشاره کرد.